# کاجو
کاجو (به ژاپنی: 嘉承 Kajō) نام یک عصر تاریخی ژاپنی (نِنگُو) بود. این عصر بعد از چوجی و قبل از تننین (دوره) قرار داشت و از آوریل ۱۱۰۶ تا اوت ۱۱۰۸ میلادی به طول انجامید. در طی این عصر امپراتور هوریکاوا و امپراتور توبا، امپراتوران ژاپن بودند.